# Microchilus epiphyticus
Microchilus epiphyticus är en orkidéart som först beskrevs av Robert Louis Dressler, och fick sitt nu gällande namn av Paul Ormerod. Microchilus epiphyticus ingår i släktet Microchilus och familjen orkidéer. Inga underarter finns listade i Catalogue of Life.